# Swann Gloux
Swann Gloux, né le 29 octobre 2003 à Rennes, est un coureur cycliste français.

## Biographie
Originaire de Rennes, Swann Gloux est le fils du vététiste Benoît Gloux, multiple champion régional et ancien entraîneur de Julie Bresset. Tout comme son père, il s'intéresse au vélo dès son plus jeune âge. Il commence à pratiquer ce sport dans un club du Pays rennais. Longtemps concentré sur le VTT, il se tourne vers le cyclisme sur route en première année junior, lorsqu'il intègre l'US Vern,. 
Durant l'été 2021, il se fait remarquer au niveau international en remportant la dernière étape de la Ronde des Vallées. Il décroche également divers podiums dans des courses fédérales juniors. Après ses performances, il rejoint la formation Côtes d'Armor Cyclisme Marie Morin en 2022. Sa première saison est cependant perturbée par une chute au Tour du Loiret, qui lui occasionne une fracture de la clavicule droite. Il parvient toutefois à terminer deuxième du Tour du Pays de Lesneven, sur le territoire breton. 
En 2023, il obtient de nouveaux résultats chez les amateurs. Décrit comme un puncheur, il s'impose sur l'épreuve Manche-Océan. La même année, il finit deuxième du Tour du Périgord, inscrit au calendrier de la Coupe de France N1. Il se classe aussi deuxième du Prix de la Saint-Laurent et du Circuit des Deux Provinces, ou encore cinquième des Trois Jours de Cherbourg. 
Sa saison 2024 est de nouveau entravée par des chutes et une blessure. Lors du Tour de Bretagne, il tombe et se fracture le scaphoïde gauche. Il réalise néanmoins un bon début de printemps en remportant le Grand Prix de Noyal puis une étape du Circuit du Mené, qu'il termine à la troisième place du classement général. Au mois d'août, l'encadrement de l'équipe continentale d'Arkéa-B&B Hôtels annonce qu'il a signé un premier contrat professionnel de deux ans avec la structure. Swann Gloux ne délaisse pas pour autant ses études en poursuivant son cursus en STAPS à l'université de Rennes.

## Palmarès
| - 2021 - 3e étape de la Ronde des Vallées - Ronde du Printemps - 3e du Tour du Morbihan Juniors - 3e de la Flèche Plédranaise - 2022 - 2e du Tour du Pays de Lesneven - 2023 - Manche-Océan - 2e du Grand Prix de la Saint-Pierre - 2e du Prix de la Saint-Laurent - 2e du Circuit des Deux Provinces - 2e du Tour du Périgord | - 2024 - Grand Prix de Noyal - 2e étape du Circuit du Mené - 3e de Plaintel-Plaintel - 3e du Circuit du Mené - 2025 - 2e épreuve du Challenge Mayennais |  |